# Муниципальное образование «Нельхай»
Нельхайское сельское поселение — муниципальное образование со статусом сельского поселения в
Аларском районе Иркутской области России. Административный центр — село Апхульта.

## Демография
По результатам Всероссийской переписи населения 2010 года
численность населения муниципального образования составила 1028 человек, в том числе 486 мужчин и 542 женщины.
| 2010 | 2011  | 2012 | 2013 | 2014 | 2015 | 2016 |
| ---- | ----- | ---- | ---- | ---- | ---- | ---- |
| 1028 | ↘1024 | ↘999 | ↘978 | ↘967 | ↗982 | ↘961 |
| 2017 |       |      |      |      |      |      |
| ↘938 |       |      |      |      |      |      |

## Состав сельского поселения
| № | Населённый пункт | Тип населённого пункта       | Население |
| - | ---------------- | ---------------------------- | --------- |
| 1 | Апхульта         | село, административный центр | ↘502      |
| 2 | Кундулун         | деревня                      | ↘40       |
| 3 | Мольта           | деревня                      | ↘160      |
| 4 | Нельхай          | деревня                      | ↘297      |